# Strażnica WOP Przywarówka
Strażnica WOP Przywarówka – podstawowy pododdział graniczny Wojsk Ochrony Pogranicza pełniący służbę ochronną na granicy polsko-czechosłowackiej.

## Formowanie i zmiany organizacyjne
Strażnica została sformowana w 1945 w strukturze 42 komendy odcinka jako 193 strażnica WOP (Przywarówka) o stanie 56 żołnierzy. Kierownictwo strażnicy stanowili: komendant strażnicy, zastępca komendanta do spraw polityczno-wychowawczych i zastępca do spraw zwiadu. Strażnica składała się z dwóch drużyn strzeleckich, drużyny fizylierów, drużyny łączności i gospodarczej. Etat przewidywał także instruktora do tresury psów służbowych oraz instruktora sanitarnego.
W związku z reorganizacją oddziałów WOP w 1948, strażnica podporządkowana została dowódcy 55 batalionu OP.
Od 15 marca 1954 wprowadzono nową numerację strażnic, a strażnica WOP Przywarówka I kategorii otrzymała nr 198. 
W 1956 rozpoczęto numerowanie strażnic na poziomie brygady. Strażnica I kategorii Przywarówka była 12. w 3 Brygadzie Wojsk Ochrony Pogranicza.
W 1963 rozformowano strażnicę WOP Przywarówka, a jej odcinek przekazano do ochrony strażnicy WOP Lipnica Wielka.

## Ochrona granicy
W 1960 10 strażnica WOP Przywarówka III kategorii ochraniała odcinek granicy państwowej o długości 10 802 m od znaku granicznego (wł.) III/62 do zn. gr.III/82 (wył.)
Strażnice sąsiednie:
- 192 strażnica WOP Winiarczykówka, 194 strażnica WOP Widły - Czatoza, Zawoja - 1946
- strażnica WOP Lipnica Wielka ⇔ placówka WOP Zawoja – 1957

## Dowódcy strażnicy
- chor. Henryk Wróbel (?-1953)
- por. Stefan Chorążkiewicz (1953-?)
- ppor. Mieczysław Domagała (1954-?)